# Kreiskotten
Kreiskotten ist eine Hofschaft im Stadtteil Gennebreck der Stadt Sprockhövel im Ennepe-Ruhr-Kreis, Nordrhein-Westfalen.

## Lage und Beschreibung
Kreiskotten liegt im südwestlichen Teil des Sprockhöveler Stadtgebiets an der Stadtgrenze zu Wuppertal im Süden. 
Nachbarorte sind Stoppelbruch, Stöcken, Stöckerbrögel, Stöckerbecke, Kuhstoß, Huxel auf Sprockhöveler und Hatzfeld, Sauerholz, Flanhard und Schaumlöffel auf Wuppertaler Stadtgebiet. Bei Kreiskotten entspringt ein Quellbach des Deilbachs.

## Geschichte
Kreiskotten besaß laut einem Gennebrecker Güterverzeichnis 1704 ein oder zwei Hofgüter.
Der Ort gehörte bis 1807 der Gennebrecker Bauerschaft innerhalb des Hochgerichts und der Rezeptur Schwelm des Amts Wetter in der Grafschaft Mark an. Von 1807 bis 1814 war Kreiskotten aufgrund der napoleonischen Kommunalreformen im Großherzogtum Berg Teil der Landgemeinde Gennebreck innerhalb der neu gegründeten Mairie Hasslinghausen im Arrondissement Hagen, die nach dem Zusammenbruch der napoleonischen Administration nun der Bürgermeisterei Haßlinghausen (ab 1844 Amt Haßlinghausen) im Landkreis Hagen (ab 1897 Kreis Schwelm, ab 1929 Ennepe-Ruhr-Kreis) angehörte.  
Kreiskotten erscheint auf der Niemeyersche Karte, Ausgabe Spezialkarte des Bergwerkdistrikts des Distrikts Blankenstein, von 1788/89 mit zwei Gebäuden. Der Ort ist auf der Preußischen Uraufnahme von 1840 als Im Kreiskotten verzeichnet. Ab der Preußischen Neuaufnahme von 1892 ist der Ort auf Messtischblättern der TK25 als Kreiskotten verzeichnet.    
1818 und 1822 lebten vier Menschen im als Kotten kategorisierten Ort. Der Ort besaß laut der Ortschafts- und Entfernungs-Tabelle des Regierungs-Bezirks Arnsberg 1839 zu dieser Zeit vier Wohnhäuser und zwei landwirtschaftliches Gebäude. Zu dieser Zeit lebten 39 Einwohner im Ortsbereich, allesamt evangelischer Konfession.
Das Gemeindelexikon für die Provinz Westfalen gibt 1885 für Kreiskotten eine Zahl von 18 Einwohner an, die in drei Wohnhäusern lebten, 1895 gab es zwei Wohngebäude mit 15 Einwohnern. 1905 zählte der Ort zwei Wohnhäuser und 18 Einwohner.
Am 1. Januar 1970 wurde das Amt Haßlinghausen aufgelöst und die amtsangehörige Landgemeinde Gennebreck mit Kreiskotten in die Stadt Sprockhövel eingemeindet.